# Siggental
Das Siggental ist eine Region nordwestlich von Baden im Schweizer Kanton Aargau. Sie liegt nördlich der Limmat kurz vor deren Mündung in die Aare und besteht aus den zwei Gemeinden Obersiggenthal und Untersiggenthal.
Im Mittelalter lag das Siggental im Territorium der Grafen von Kyburg, ab 1264 in jenem der Habsburger. Bedeutende Grundherren waren die Klöster Sankt Blasien, Wettingen und Königsfelden. Ab 1415 war das Siggental ein Teil des Siggenamts in der Grafschaft Baden, einer Gemeinen Herrschaft der Eidgenossenschaft.
1695 wurde das Siggental in zwei Gemeinden aufgeteilt. Die Dörfer Obersiggingen und Untersiggingen bildeten die Gemeinde Untersiggenthal. Aus Kirchdorf, Nussbaumen, Rieden und Hertenstein entstand die Gemeinde Obersiggenthal. Nach Ausrufung der Helvetischen Republik im Jahr 1798 gehörten beide Gemeinden zum Kanton Baden. Seit 1803 sind sie Teil des Bezirks Baden im Kanton Aargau. Ende 2023 zählten sie zusammen rund 16.500 Einwohner.